# Yang Gui-ja
Yang Gui-ja és una escriptora sud-coreana.
Nasqué l'1 de juliol de 1955 a Jeonju, província de Jeollabuk-do, Corea del Sud. Es graduà a la Universitat Wonkwang al 1978 de literatura coreana. Es muda a Seül després de casar-se al 1980. Debuta amb els relats "Començar un nou matí" i "La porta ja tancada". El 1986 aconseguí l'èxit amb la publicació del recull d'històries curtes entrellaçades Els veïns de Wonmi-dong. Aquesta col·lecció és una meticulosa descripció de la vida de la gent en la perifèria de la cultura industrial. El 1998 guanya la cinquena edició del premi Yoo Juhyeon i al 1992 el prestigiós premi literari Yi Sang.
Quan en els anys noranta es generalitzà el capitalisme a Corea i la desil·lusió reemplaçà l'esperança política suscitada en els anys anteriors, l'obra de Yang Gui-ja també seguí aquesta evolució. El 1992 escriu "La flor amagada", que explica la història, en certa manera autobiogràfica, d'un autor que busca una nova esperança després que els seus antics ideals hagen desaparegut. En "El camí a les tombes Cheonma", el protagonista lluita per recuperar-se d'un trauma del passat i de la impotència present. "La flor amagada" i "El camí a les tombes Cheonma" s'apleguen amb altres tres històries: "Flor de muntanya", "L'oportunista" i "La tristesa també dona força". Aquest darrer relat dona nom al recull.
Des de mitjans vuitanta és coneguda com a escriptora de ficció, i de revistes femenines, diaris i altres mitjans. En els anys noranta obrí un popular restaurant a Seül.

## Obra
La seua obra primerenca més coneguda és Els veïns de Wonmi-dong (Wonmi-dong saramdeul), que retrata l'aïllament i l'alienació dels petits pobles com a resultat de la modernització. Durant els anys noranta la seua ficció es fa més personal i publica algunes obres que tingueren gran popularitat, com ara Contradiccions (Mosun), que fou la novel·la coreana més venuda de 1998.

### Obres en coreà (llista parcial)
- L'ocell sord (1985)
- Al costat del riu de Babilònia (1985)
- Els veïns de Wonmi-dong (1987)
- Esperança (1990)
- Espere el que és prohibit per a mi (1992)
- La tristesa també dona força (1993)
- Un amor de mil anys (1995)
- Contradiccions (1998)

## Premis
- Cinquena edició del premi Yoo Juhyeon (1988)
- Setzena edició del premi Yi Sang (1992)
- Premi Literatura contemporània (Hyundae Munhak) (1996)